# Олейник, Вадим Клавдиевич
Вади́м Кла́вдиевич Оле́йник (23 ноября 1922 — 5 апреля 1944) — командир 2-й батареи 1991-го зенитно-артиллерийского полка 64-й зенитно-артиллерийской дивизии, старший лейтенант, Герой Советского Союза (1944).

## Биография
Вадим родился 23 ноября 1922 года в селе Мазепинцы (ныне село Лесогорка Хмельницкого района Винницкой области) Когда ему было 7 лет, семья переехала в село Большая Клетенка. Здесь Вадим окончил начальную школу. С пятого по седьмой класс Олейник учился в школе в селе Кропивня. Восьмой класс Вадим окончил в Райгородокской средней школе. Работал в колхозе.
По окончании школы в 1940 году по направлению Иванопольского райкома Вадим Олейник поступил в Бакинское зенитное военное училище. С 1943 года младший лейтенант Олейник на фронтах Великой Отечественной войны. Воевал на Калининском и 1-м Белорусском фронтах. 2 декабря 1943 года в боях за Таганрог был контужен, в феврале 1944 года — ранен. Кандидат в члены ВКП(б) с 1944 года.
В боях юго-западнее села Дубово (Ковельский район) с 28 по 31 марта 1944 года его батарея сбила четыре самолёта «He-111» и один грузовой планёр противника, 5 апреля зенитная батарея В. К. Олейника стояла на противотанковой обороне. Бойцами батареи было уничтожено пять танков «Тигр» и САУ «Фердинанд». В этом бою В. К. Олейник погиб. Он похоронен в городе Ковель Волынской области.

## Награды и звания
- Герой Советского Союза (22 августа 1944, посмертно) — за образцовое выполнение боевых заданий командования на фронте борьбы с немецко-фашистскими захватчиками и обнаруженные при этом отвагу и героизм.
- Орден Ленина.

## Память
- 15 июля 1968 года общеобразовательной школе села Райгородок было присвоено имя В. К. Олейника и установлена мемориальная доска. В 1971 году около школы был установлен бюст В. К. Олейника. В 1981 году, когда в селе была построена и открыта новая общеобразовательная школа, бюст В. К. Олейника и мемориальную доску перенесли к новой школе.
- Памятник В. К. Олейнику установлен в селе Дубово Ковельского района.
- Именем Героя названы улицы в Ковеле и Хмельнике.